# Henri Guillaume Schlesinger
Pour les articles homonymes, voir Schlesinger.
Henri Guillaume Schlesinger (Heinrich Wilhelm Schlesinger en allemand), né le 6 août 1814 à Francfort-sur-le-Main et mort le 21 février 1893 à Neuilly-sur-Seine, est un peintre allemand de portrait et de genre. Outre la peinture à l'huile, il a employé l'aquarelle et la peinture miniature sur ivoire.

## Biographie
Schlesinger a étudié la peinture à l'Académie des beaux-arts de Vienne et a d'abord été actif à Vienne. Il s’est ensuite installé à Paris, où il a poursuivi son éducation artistique. Dans la période 1840-1889, il expose son travail au Salon de Paris. Il réalise en 1837 plusieurs portraits officiels dont un grand portrait équestre du sultan Mahmoud II et un en costume occidental conservé aujourd’hui au musée Topkapi d’Istanbul. Dans les années 1870-1871, il a vécu à Londres.
Schlesinger a reçu la Légion d'honneur, en 1866 et la nationalité française, en 1870.